# Бронзовият войник в Талин
Паметникът на освободителите на Талин (на естонски: Tallinna vabastajate monument; на руски: Монумент освободителям Таллина), повече известен като Бронзовия войник (Pronkssõdur), е съветски военен мемориал от Втората световна война, разположен в Талин, Естония.
Мемориалът е издигнат от властите на Талин и е открит на 22 септември 1947 г. Паметникът се състои от подобна на мастаба структура от доломит и двуметрова статуя на войник в съветска униформа. Разположен е на Tõnismägi (ест.: Хълм на Св. Антоний) над малък масов гроб на съветски войници, създаден през април 1945 г.
Паметникът има значителна символична стойност за общността от етнически руски имигранти от Втората световна война, като символизира победата на Съветския съюз над Нацистка Германия във Великата отечествена война. За много естонци Бронзовият войник е символ на съветска окупация и репресии.
Заради политически спорове през април 2007 г. естонското правителство започва подготовка за отстраняване и евентуално преместване на статуята. Въпреки че намерението за преместването е било оповестено още през зимата, не е била посочена дата за начало на процедурата. Обявяването на началото довежда до най-големите масови протести и гражданско неподчинение, които Естония познава.
В ранните часове на първата нощ на бунтовете, естонското правителство решава на тайна среща паметникът да бъде демонтиран незабавно. На 27 април 2007 г. каменната структура е разглобена. На 30 април статуята без мастабата е поставена в талинското военно гробище. Церемония по освещаване на преместения паметник е предвидена за 8 май – точно преди Деня на победата (9 май). Повторното построяване на мастабата и погребването на тленните останки на загиналите във войната, открити в масовия гроб се очаква да приключи през юни.